# Tetsuya Chiba
Tetsuya Chiba (千葉 徹彌 or ちばてつや, Chiba Tetsuya, nascut l'1 de novembre de 1939) és un mangaka japonès. Tetsugaya nasqué en Tòquio (Japó), però va viure la major part de la seua vida en Manxúria quan encara era la colònia de la Segona Guerra Mundial. Son pare treballava en una fàbrica de paper quan Tetsuya i la seua família encara vivien en Xina. Un dels seus germans menors, Akio Chiba, també és mangaka. Els treballs de Chiba inclouen Ashita no Joe (lit. "El Joe de demà"), la seua obra més famosa. A pesar de l'antiguitat dels seus treballs, encara segueixen tenint popularitat i fama al Japó.

## Biografia
En el terme de la segona guerra mundial, el seu pare va poder tornar al Japó. En l'any 1956, encara en l'escola secundària, Chiba escriu la seua primer treball dit Fukushū no Semushi Otoko, el qual va ser publicat i li van pagar ¥12315. En l'any 1958, va fer el seu debut professional amb el màniga denominat Llibre Shōjo amb Butōkai no Shōjo. En els anys 60, escriu i publica mànigues del tipus shōnen i shōjo. Chiba guanya el premi Shogakukan Manga Award en la categoria seinen/general manga en el año 1977 por sa obra dita Notari Matsutarō.

## Treballs
Estan llistats cronològicament.
- Chikai no Makyū (Weekly Shonen Magazine, Kodansha, jan 1961–Dec 1962, creat per Kazuya Fukumoto)
- 1•2•3 to 4•5•Roku (Shōjo Club, Kodansha, gener–dec 1962)
- Shidenkai no Taka (Weekly Shonen Magazine, juliol 1963-gener 1965)
- Harisu no Kaze (Weekly Shonen Magazine, abril 1965-nov 1967)
- Misokkasu (Shōjo Friend, Kodansha, Agosto 1966-agost 1967)
- Ashita no Joe (Weekly Shonen Magazine, Jan 1968-juny 1973, escrit per Asao Takamori)
- Akane-chan (Shōjo Friend, 6 d'abril, 1968- 29 de setembre, 1968)
- Hotaru Minako (Weekly Shonen Magazine, setembre 1972)
- Ore wa Teppei (Weekly Shonen Magazine, agost 1973-abril 1980)
- Notari Matsutarō (Big Comic, Shogakukan, agost 1973-juny 1993 i octubre 1995-maig 1998)
- Ashita Tenki ni Naare (Weekly Shonen Magazine, gener del 1981 fmaig 1991)
- Shōnen yo Racket o Idake (Weekly Shonen Magazine, maig del 1992-juny1994)